# Imanol Uribe
Imanol Karmel Uribe Bilbao (San Salvador, 28 febbraio 1950) è un regista e sceneggiatore salvadoregno naturalizzato spagnolo, di origine basca.

## Biografia
Nel 1995 il suo film Días contados ha vinto il premio Goya per il miglior film.

## Filmografia parziale
- El proceso de Burgos (1979)
- La fuga de Segovia (1981)
- La muerte de Mikel (1983)
- Fuego eterno (1985)
- Adiós pequeña (1986)
- La luna negra (1990)
- Il re stupito (El rey pasmado) (1991)
- Días contados (1994)
- Bwana (1996)
- Extraños (1998)
- Plenilunio (1999)
- Il viaggio di Carol (El viaje de Carol) (2002)
- La carta esférical (2007)
- Ciudadano Negrín (2010)
- Miel de naranjas (2012)
- Lejos del mar (2015)
- La mirada de Lucía (2021)